# Else van Erkel
Else van Erkel (Amsterdam, 13 april 1950) is een Nederlands kinderboekenschrijfster. Ze is het meest bekend van haar jeugdboeken Luuc! (1999), Philip en Julia (2000) en Op zoek naar Joshua (2001).
Naast jeugdliteratuur schreef Van Erkel ook een aantal informatieve boeken, onder andere over drinkwater, kansberekening en over longaandoeningen, destijds cara genoemd.
Ze is getrouwd, heeft drie kinderen en werkte meer dan 20 jaar lang als lerares en remedial teacher in het basisonderwijs.